# Volodarski (Astracán)
Volodarski (ruso: Волода́рский) o Volodar (kazajo: Володар) es un asentamiento rural y posiólok de Rusia, capital del raión homónimo en la óblast de Astracán.
En 2021, el asentamiento tenía una población de 11 200 habitantes.

## Historia
Se conoce la existencia del asentamiento desde el siglo XVI, cuando los tártaros instalaron aquí un uchug, una trampa de los pescadores locales para evitar el desove de los peces de mayor tamaño. Fue un pueblo de pescadores denominado "Churka" hasta 1923, cuando la Unión Soviética le dio su topónimo actual en referencia al líder revolucionario V. Volodarski. En 1952 adoptó el estatus de asentamiento de tipo urbano y desde 1965 es capital distrital. En 2006 perdió su estatus urbano y pasó a clasificarse como asentamiento rural.
Se ubica unos 30 km al este de la capital regional Astracán, junto al punto en el que el río Churka se separa del río Buzán.